# Stenoprora triplax
Stenoprora triplax là một loài bướm đêm trong họ Erebidae.